# Вестфорд (Массачусетс)
Вестфорд (англ. Westford) — місто (англ. town) в США, в окрузі Міддлсекс штату Массачусетс. Населення — 24 643 особи (2020).

## Демографія
Згідно з переписом 2010 року, у місті мешкала 21 951 особа в 7498 домогосподарствах у складі 6165 родин. Було 7876 помешкань
Расовий склад населення:
| - 85,1 % — білих - 12,6 % — азіатів - 0,4 % — чорних або афроамериканців - 0,1 % — корінних американців |

До двох чи більше рас належало 1,5 %. Частка іспаномовних становила 1,5 % від усіх жителів.
За віковим діапазоном населення розподілялося таким чином: 29,7 % — особи молодші 18 років, 60,4 % — особи у віці 18—64 років, 9,9 % — особи у віці 65 років та старші. Медіана віку мешканця становила 42,0 року. На 100 осіб жіночої статі у місті припадало 98,7 чоловіків;  на 100 жінок у віці від 18 років та старших — 95,7 чоловіків також старших 18 років.
Середній дохід на одне домашнє господарство  становив 149 160 доларів США (медіана — 138 006), а середній дохід на одну сім'ю — 166 402 долари (медіана — 152 239). Медіана доходів становила 107 248 доларів для чоловіків та 72 361 долар для жінок. За межею бідності перебувало 2,3 % осіб, у тому числі 2,4 % дітей у віці до 18 років та 5,3 % осіб у віці 65 років та старших.
Цивільне працевлаштоване населення становило 12 526 осіб. Основні галузі зайнятості: освіта, охорона здоров'я та соціальна допомога — 27,0 %, науковці, спеціалісти, менеджери — 19,6 %, виробництво — 16,3 %.